# راکسبری (ویسکانسین)
راکسبری، ویسکانسین (به انگلیسی: Roxbury, Wisconsin) یک شهرک در ایالات متحده آمریکا است که در شهرستان دان، ویسکانسین واقع شده‌است.

## خصوصیات
راکسبری ۹۳٫۰ کیلومترمربع مساحت و ۱٬۷۰۰ نفر جمعیت دارد و ۳۱۹ متر بالاتر از سطح دریا واقع شده‌است.